# Standarte des türkischen Präsidenten

Standarte des Präsidialamtes der Republik

Die Standarte der Präsidentschaft der Türkischen Republik (türkisch Türkiye Cumhuriyeti Cumhurbaşkanlığı Forsu) repräsentiert die Präsidentschaft (bzw. den Präsidenten).

## Beschreibung
Die Standarte zeigt einen weißen Halbmond und einen weißen Stern auf rotem Hintergrund wie die Flagge der Türkei, sowie im linken, oberen Eck (Gösch) 16 gelbe Sterne und eine gelbe Sonne.
Es gibt verschiedene Theorien über die Bedeutung der 16 Sterne und der Sonne.
Laut offiziellen Angaben symbolisieren die 16 Sterne die größten türkischen Staaten in der Geschichte. Die Sonne im Zentrum dieser Sterne repräsentiert die Republik Türkei.

## Gesetzliche Grundlagen
Die Verwendung, die Herstellung und das Aussehen der Standarte sind gesetzlich geregelt.
Die Regulierung der Standarte basiert auf dem Gesetz Nr. 2893 vom 22. September 1983 und ist im Ministerratsbeschluss Nr. 85/9034 vom 25. Januar 1985 (geändert durch Ministerratsbeschluss Nr. 2012/3334 vom 25. Juni 2012) geregelt.

### Verwendung
Die Flagge muss an folgenden Orten verwendet werden:
- Wohnsitz des Präsidenten
- Aufenthaltsorte, für die Dauer des Aufenthaltes
- an der linken Seite hinter dem Schreibtisch des Präsidenten
- an der linken vorderen Seite des Fahrzeuges in dem sich der Präsident befindet

Die Standarte bleibt Tag und Nacht gehisst.

### Strafverfolgung
Nach Artikel 300 des türkischen Strafgesetzbuches steht die Beleidigung der Fahne unter Strafe:
Wer die türkische Fahne durch Zerreißen, Verbrennen oder durch andere Mittel öffentlich beleidigt, wird mit einer Gefängnisstrafe zwischen einem und drei Jahren bestraft.